# Nyon rugby club
Nyon Rugby Club est un club suisse de rugby à XV basé à Nyon, fondé en 1972.
Il est membre de l'association vaudoise de rugby, l'association des sociétés sportives nyonnaises et membre de la Fédération suisse de rugby à XV.
Il joue en Ligue nationale A lors de la saison 2023-2024.

## Historique
Le club est fondé en 1972.

## Palmarès
- Vainqueur du Championnat de Suisse en 1996, 2005, 2008, 2016, 2017[3]et 2024
- Vainqueur du Championnat de suisse de 2e division en 1973 et en 1983
- La Coupe Winners 2022, 2005, 1990/1991,1983/1984
- La Coupe de la Federation Suisse 1994/1995, 1993/1992, 1986/1987, 1982/1983
- Vainqueur du Tournoi Neuchatel International Sevens en 1991[4]

## Présidents
- 1972 : Gilbert Monbaron
- 1973-1974 : Claude Robert
- 1975-1976 : Fritz Oberli
- 1977-1979 : Hugues Boillat
- 1980-1982 : Michel Courtois
- 1983-2000 : Marc Deblue
- 2000-2004 : Stéphane Gaillard
- 2005-2010 : Alain Winterhalter
- 2010-2017 : Jean-Pierre Pettmann
- 2017- 2021 : Fabrice Ronzier
- 2021- Présent : Thierry Hochstrasser